# Empyreuma sanguinea
Empyreuma sanguinea là một loài bướm đêm thuộc phân họ Arctiinae, họ Erebidae.